# Alessio Antonini
Pour les articles homonymes, voir Antonini.
Alessio Antonini  (né le 7 juin 1949 à Salò, en Lombardie) est un coureur cycliste italien. Il est professionnel de 1973 à 1981.

## Biographie

### Palmarès amateur
- 1971
  - Medaglia d'Oro Città di Monza
  - Trofeo Alberto Triverio
  - Trofeo Comune di Piadena
  - Circuito Valle del Liri
  - 3e du Tour de Lombardie amateurs
- 1972
  - Trofeo Comune di Piadena
  - 3e du Circuito del Porto-Trofeo Arvedi

### Palmarès professionnel
- 1973
  - 3e du Tour du Latium
- 1978
  - 3e de Milan-San Remo
- 1980
  - 3e de la Cronostaffetta
- 1981
  - 4e du Championnat de Zurich

## Résultats sur les grands tours

### Tour de France
2 participation
- 1975 : non partant (15e étape)
- 1976 : 59e

### Tour d'Italie
9 participations
- 1973 : 69e
- 1974 : 71e
- 1975 : 51e
- 1976 : 55e
- 1977 : 44e
- 1978 : 40e
- 1979 : 57e
- 1980 : 60e
- 1981 : 55e

### Tour d'Espagne
1 participation
- 1980 : hors délais (15e étape)